# Martha Rhoads Bell
Martha Hope Rhoads Bell (Filadelfia 27 de abril de 1941 – Nueva Jersey, 12 de noviembre de 1991) fue una destacada arqueóloga y egiptóloga americana. Su especialidad fue el estudio de las importaciones de cerámica micénica y sus imitaciones encontradas en Egipto y Nubia, así como las implicaciones de las interconexiones egipcio-micénicas durante el Reino Nuevo ( Imperio Nuevo de Egipto)

## Inicios
Bell nació en Filadelfia (Pensilvania) el 27 de abril de 1941. Posteriormente crece entre Allentown y Center Valley (Pensilvania) con sus padres, el Dr. Donald Ziegler Rhoads y Elsie Teetsel Rhoads.

## Familia
El 22 de septiembre de 1968, Martha toma su nuevo apellido al casarse con Lanny Bell, un egiptólogo de Instituto Oriental de Chicago.

## Carrera
Previamente, Martha había asistido al Cedar Crest College en Allentown (1959-1961) y obtuvo su Licenciatura en Artes e Historia Antigua en el Barnard College. Mientras estaba en el Cedar Crest College, uno de sus profesores fue Burr C. Brundage, quien introdujo a Martha en el campo de la Egiptología. Por su parte, Morton Smith se convirtió en su mentor en el Barnard College.
Entre 1963 y 1968, la joven investigadora se incorpora a la Escuela de Postgrado de la Universidad de Pensilvania. Posteriormente trabajó en la Escuela Americana de Estudios Clásicos en Atenas, visitando muchos sitios en Grecia y Creta entre 1966 y 1967. Gracias a esta estancia se sintió atraída por el estudio de la religión minoica.  A fines del mismo año, la arqueóloga se unió a las excavaciones de la Universidad de Pensilvania en Gordio bajo la dirección de Rodney Young, quien se convirtió una figura influyente en los estudios de Bell.
Su esposo Lanny había comenzado a trabajar en las tumbas ramésidas en el área Dra Abu el-Naga (West Bank, Luxor), y Martha se incorpora como codirectora de excavación entre las tres campañas de 1970 y 1974. En este mismo sentido, en 1977, se encarga también de codirigir el proyecto de investigación epigráfica de la Universidad de Chicago, la cual se llevaba desde la Chicago House de Luxor, una institución que dirigía su esposo. Se trataba de una gran instalación, con un variado personal investigador y profesional. Durante los doce años de estancia de este matrimonio en Luxor, Martha Bell llevó a cabo su propia investigación. Durante este tiempo se encargó de visitar numerosos yacimientos y museos, llegando incluso a participar en las excavaciones de Barry Kemp en Tell el-Amarna, ubicación de la antigua ciudad de Akhetaten.
Mediante la ayuda de David O'Connor, profesor de Arqueología egipcia en la Universidad de Pensilvania, Bell empieza a trabajar con Robert Merrillees, cuyo libro The Cypriote Bronze Age Pottery found in Egypt la inspira a estudiar la gran variedad de cerámica micénica encontrada en los yacimientos egipcios. Durante esta fase investigadora, Martha recopiló datos sobre numerosos objetos micénicos, tanto ya conocidos como inéditos, presentes en Egipto y en colecciones europeas. Todos estos datos fueron reunidos para un catálogo de cerámica micénica en el Museo de El Cairo. Mediante estos estudios, la ceramóloga desarrolló una profunda comprensión de las interrelaciones entre los egipcios del Reino Nuevo y los micénicos de la Edad del Bronce Final. Una de las grandes aportaciones de sus estudios fue ayudar a dilucidar la datación de la cerámica heládica tardía, encontrando que la transición de LH IIIA a LH IIIB tuvo lugar en la Dinastía XIX, refutando las anteriores afirmaciones que decían que esta adscripción cronológica se produjo antes.
En mayo de 1991 le concedieron su Doctorado en Arqueología Clásica en la Universidad de Pensilvania. El título de su tesis doctoral fue "The Tutankhamun Burnt Group from Gurob, Egypt: Bases for the Absolute Chronology of LH III A and B". Ésta se centra en una nueva adscripción cronológica de los hallazgos en Gurob, un yacimiento cuya cronología era dudosa, a pesar de que lo que afirmaban con total confianza los especialistas en el ámbito del Egeo. En 1991, Martha ganó una beca de la American Philosophical Society para continuar con su investigación.

## Muerte
Desafortunadamente, unos meses después de recibir su doctorado, Bell murió en un accidente de coche en el 12 de noviembre de 1991 Nueva Jersey.

## Artículos
- "The Tutankhamun Burnt Group from Gurob, Egypt: Bases for the absolute chronology of LH III A and B"
- "An Armchair Excavation of KV 55," Journal of the American Research Center in Egypt 27 (1990): 97–137
- "A Hittite Pendant from Amarna," American Journal of Archaeology 90 (1986): 145–51